# Malungon
Malungon ist eine philippinische Stadtgemeinde in der Provinz Sarangani. Sie hat 103.604 Einwohner (Zensus 1. August 2015).

## Geografie
Malungon ist eine im Binnenland gelegene Stadtgemeinde im Nordosten von Sarangani. Sie grenzt im Westen an Tupi in der Provinz South Cotabato, im Norden und Osten an die Provinz Davao del Sur, im Süden an Alabel und General Santos City und im Südwesten an Polomolok in der Provinz South Cotabato.

### Baranggays
Malungon ist politisch in 31 Baranggays unterteilt.
| - Alkikan - Ampon - Atlae - Banahaw - Banate - B'Laan - Datal Batong - Datal Bila - Datal Tampal - J.P. Laurel - Kawayan | - Kibala - Kiblat - Kinabalan1 - Lower Mainit - Lutay - Malabod - Malalag Cogon - Malandag - Malungon Gamay - Nagpan | - Panamin - Poblacion - San Juan - San Miguel - San Roque - Talus - Tamban - Upper Biangan - Upper Lumabat - Upper Mainit |

## Wirtschaft

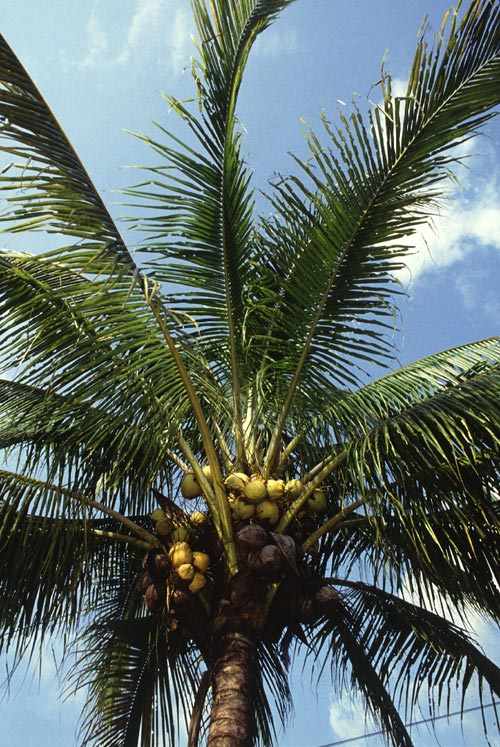
Kokosnuss zur Kopragewinnung

Malungons Wirtschaft basiert jeweils zu großen Teilen auf der Landwirtschaft und der Kopragewinnung. Tierhaltung ist die zweitwichtigste Einkommensquelle, insbesondere Rinderhaltung. Andere landwirtschaftliche Erzeugnisse sind Kokosnüsse, Mais, Zuckerrohr, Bananen, Ananas, Mangos, Schweinefleisch, Hühnereier, Rindfleisch und Fisch.
Das Wirtschaftswachstum hat sich durch die globalen Kommunikationsmöglichkeiten und aufgrund der Fertigstellung eines modernen Highways beschleunigt, wodurch die Handels- und Transportmöglichkeiten stark verbessert wurden.